# Пентаплатинакальций
Пентаплатинакальций — интерметаллид платины и кальция состава CaPt5.

## Получение
- Восстановление порошкообразного оксида кальция, смешанного с порошком металлической платины, в потоке водорода при 1200°C[1][2]:

{\displaystyle {\mathsf {5Pt+CaO+H_{2}\ {\xrightarrow {1200^{o}C}}\ CaPt_{5}+H_{2}O\uparrow }}}
- Прямая реакция в смеси порошкообразных простых веществ, взятых в стехиометрических количествах, в железном герметичном тигле при 1100 °C[3]:

{\displaystyle {\mathsf {5Pt+Ca\ {\xrightarrow {1100^{o}C}}\ CaPt_{5}}}}
Стандартная энергия Гиббса реакции образования ΔG° = −2,975(50)×105 + 13,0·T кДж/моль.

## Физические свойства
Кристаллизуется в гексагональной сингонии, пространственная группа P 6/mmm, параметры ячейки a = 0,5322 нм, c = 0,4368 нм, Z = 1, структура типа пентамедькальция CaCu5.

## Применение
- Соединение проявляет высокую электрокаталитическую активность при восстановлении кислорода в топливных элементах (примерно в 5 раз выше, чем у чистой платины)[8].
- Предложено использование соединения для получения металлического кальция высокой чистоты[3].